# Charontidae
Charontidae là một họ của Amblypygi.

## Các chi
- Charon Karsch, 1879
- Stygophrynus Kraepelin, 1895